# سد بلوک
سد بلوک نام یکی از سدهای موجود در استان زنجان می‌باشد.

## مشخصات کلی پروژه
حجم آب قابل استحصال از این سد با احتمال ۷۵ درصد حدود ۱/۵۸ میلیون متر مکعب خواهد بود که اجرای این سد حدود ۲۱۶ هکتار از اراضی پایاب را به صورت تحت فشار زیر پوشش قرار خواهد داد؛ و آب مورد نیاز روستاهای بلوک، کهاب و سیف آباد را تأمین خواهد نمود.

## مشخصات عمومی پروژه
- کارفرما: شرکت سهامی آب استان زنجان
- پیمانکاران: ابتکار بهسازان،استوار وند بنیان (Ostevarvand Bonyan)
- محل اجرای پروژه: زنجان
- زمان شروع پروژه: ۱۳۸۵
- وضعیت پروژه: در حال اجرا

### اجزای مهم طرح[۲]
- بدنه سد
  - نوع سد: خاکی باهسته رسی
  - ارتفاع سد از بستر رودخانه: ۲۱ متر
  - طول تاج: ۳۵۰ متر
  - عرض تاج سد: ۷ متر
  - حجم خاکریزی: ۳۰۰ هزارمترمکعب
- سرریز
  - نوع سرریز: سرریز اوجی آزاد
  - طول سرریز: ۲۶۰ متر
- سیستم انحراف آب
  - لوله فولادی بقطر ۶۰۰ میلی‌متر و گنجایش تخلیه ۰/۹ مترمکعب در ثانیه
- مشخصات فرازبند
  - طول تاج: ۲۷۴ متر
  - ارتفاع بند: ۱۴/۵ متر
  - سیستم آبگیری: یک دریچه به ابعاد cm 220 * ۲۲۰ در تراز ۱۴۱۱ متر
  - طول حوضچه سیستم آبگیر: ۵ متر
  - عرض حوضچه سیستم آبگیر: ۴ متر
  - عمق حوضچه سیستم آبگیر: ۳ متر
- هیدرولوژی
  - سطح حوزه آبریز: ۲/۸۴ کیلومتر مربع
  - آورد سالانه رودخانه: MCM 6/3
  - آورد رودخانه با احتمال ۷۵٪: MCM 79/1
  - پیک سیلاب با دوره برگشت ۵۰ ساله: ۷/۴۰ مترمکعب در ثانیه
  - پیک سیلاب با دوره برگشت ۱۰۰ ساله: ۹/۴۷ مترمکعب در ثانیه
  - پیک سیلاب با دوره برگشت۱۰۰۰۰ ساله: ۹/۱۴۹ مترمکعب در ثانیه